# 穆哈姆马
穆哈姆马（Muhamma），是印度喀拉拉邦Alappuzha县的一个城镇。总人口24513（2001年）。

## 人口
该地2001年总人口24513人，其中男性11830人，女性12683人；0—6岁人口2463人，其中男1235人，女1228人；识字率85.47%，其中男性为87.80%，女性为83.30%。